# Smilesaurus
Smilesaurus is een geslacht van uitgestorven therapsiden, behorend tot de Gorgonopsia. Het dier leefde in het Laat-Perm in zuidelijk Afrika.

## Fossiele vondsten
Fossielen van Smilesaurus zijn gevonden in de bovenste subzone van de Endothiodon-faunazone in de Karoo in Zuid-Afrika. De fossiele vondsten dateren uit het Wuchiapingien. Het holotype RC 62 bestaat uit een kop gevonden door Scheepers Kitching, de broer van James William Kitching, bij Graaff-Reinet.
De typesoort Smilesaurus ferox werd in 1947 benoemd en beschreven door Robert Broom. Broom gaf geen etymologie van de geslachtsnaam. Door de uitzonderlijk lange tanden in zowel de bovenkaken als de hoge onderkaken moet de muil ver opengesperd zijn om te kunnen bijten, wat ook in gesloten toestand een permanente smile opleverde, maar de naam wordt meestal verklaard als afgeleid van het Grieks σμίλη, smilè, "beitel", als verwijzing naar de sabeltandtijger Smilodon met welke de enorme hoektanden gedeeld worden. De soortaanduiding betekent "woest" in het Latijn.
Broom benoemde in 1947 nog een tweede soort: Smilesaurus maccabei gebaseerd op holotype RC 81, een kop door Neal McCabe gevonden bij Riverdale. Deze wordt tegenwoordig beschouwd als een jonger synoniem van de typesoort. Ook Parodocephalus wallacei Broom, 1948 kan een jonger synoniem zijn.

## Taxonomie
Smilesaurus werd voorheen tot de Rubidgeinae gerekend, maar wordt nu samen met Arctops gezien als leden van een onafhankelijke ontwikkelingslijn van grote gorgonopsiërs.

## Kenmerken
Smilesaurus was zo groot als een leeuw met een schedellengte van ongeveer 30 cm en een totale lengte van circa 180 cm. Smilesaurus had proportioneel de langste hoektanden van alle gorgonopsiërs. 
1. ↑  Broom, Robert. 1947. "A contribution to our knowledge of the vertebrates of the Karroo Beds of South Africa". Transactions of the Royal Society of Edinburgh. 61(2): 577–629